# Procureur d'État
Pour les autres articles nationaux ou selon les autres juridictions, voir procureur.
Le Procureur d'État est un magistrat luxembourgeois du ministère public chargé de l'action publique dans le ressort d'un tribunal d'arrondissement. 